# Lissochlora freddyi
Lissochlora freddyi är en fjärilsart som beskrevs av Linda M. Pitkin 1993. Lissochlora freddyi ingår i släktet Lissochlora och familjen mätare. Inga underarter finns listade i Catalogue of Life.